# Beierolpium rossi
Espèce
Synonymes
- Xenolpium rossi Beier, 1967

Beierolpium rossi est une espèce de pseudoscorpions de la famille des Olpiidae.

## Distribution
Cette espèce se rencontre en Tanzanie et au Kenya.

## Description
La femelle holotype mesure 3,2 mm

## Systématique et taxinomie
Cette espèce a été décrite sous le protonyme Xenolpium rossi par Beier en 1967. Elle est placée dans le genre Beierolpium par Mahnert en 1982.

## Étymologie
Cette espèce est nommée en l'honneur d'Edward S. Ross.

## Publication originale
- Beier, 1967 : Pseudoskorpione aus dem tropischen Ostafrika (Kenya, Tansania, Uganda, etc.). Annalen des Naturhistorischen Museums in Wien, vol. 70, p. 73-93 (texte intégral).